# William Michael Mulvey
William Michael Mulvey (Houston, Texas, EUA, 23 de agosto de 1949) é um bispo católico romano de Corpus Christi.
William Michael Mulvey recebeu em 29 de junho de 1975 pelo Papa Paulo VI o Sacramento da Ordem.
Em 18 de janeiro de 2010, o Papa Bento XVI o nomeou Bispo de Corpus Christi. O Arcebispo de Galveston-Houston, cardeal Daniel DiNardo, o consagrou em 14 de setembro do mesmo ano; Os co-consagradores foram o arcebispo de Nova Orleans Gregory Aymond e o bispo emérito de Corpus Christi, Edmond Carmody.
Muvey é Grande Oficial da Ordem Equestre do Santo Sepulcro de Jerusalém.